# Shenandoah (Luisiana)
Shenandoah é uma Região censo-designada localizada no estado americano de Luisiana, na Paróquia de East Baton Rouge.

## Demografia
Segundo o censo americano de 2000, a sua população era de 17.070 habitantes.

## Geografia
De acordo com o United States Census Bureau tem uma área de
16,4 km², dos quais 16,2 km² cobertos por terra e 0,2 km² cobertos por água.

## Localidades na vizinhança
O diagrama seguinte representa as localidades num raio de 12 km ao redor de Shenandoah.